# Kanji Kuwayama
Kanji Kuwayama (japanisch 桑山 侃士 Kuwayama Kanji; * 28. November 2002 in Saitama, Präfektur Saitama) ist ein japanischer Fußballspieler.

## Karriere
Kanji Kuwayama erlernte das Fußballspielen in der Schulmannschaft der Tokai University Takanawadai High School sowie in der Universitätsmannschaft der Tōkai-Universität. Die Saison 2024 wurde er von der Universität an den FC Machida Zelvia. Der Verein aus Machida spielte in der ersten Liga, der J1 League. In der Saison 2024 bestritt er drei Erstligaspiele sowie zwei Ligapokalspiele. Im Januar 2025 wurde er von dem Erstligisten fest unter Vertrag genommen.